# Одинцов, Михаил Владимирович
Михаил Владимирович Одинцов (бел. Міхаіл Уладзіміравіч Адзінцоў; род. 13 февраля 1992 года, Белоруссия) — белорусский боец смешанных боевых единоборств в лёгком весе. Звезда белорусского ММА, выступает на профессиональном уровне с 2013 года, известен прежде всего по участию в турнирах бойцовских организаций ACB, PFL, WWFC. Бывший чемпион украинской организации WWFC в лёгком весе.
Мастер спорта по вольной борьбе, мастер спорта по боевому самбо, мастер спорта по рукопашному бою, победитель этапа кубка мира по боевому самбо, чемпион мира по панкратиону.

## Биография
Михаил Одинцов родился 13 февраля 1992 года. С детства начал заниматься боевыми единоборствами.
В боях по смешанным единоборствам Михаил дебютировал в 2013 году на турнире "M-1 Belarus - Bobruisk Challenge 1". Тогда он победил Юрия Григоряна болевым приёмом (кимура).
Базовые виды спорта Михаила — это боевое самбо, вольная борьба, рукопашный бой и панкратион. Он является мастерам спорта по вольной борьбе, боевому самбо, рукопашному бою, а также победителем этапа кубка мира по боевому самбо и чемпионом мира по панкратиону.
Представляет команду "ACADEMY MMA MINSK". Выступал на турнирах бойцовских организаций по смешанным единоборствам ACB, WWFC, M-1 Belarus, OFS.
Владел поясом чемпиона в престижной украинской бойцовской организации WWFC.
22 февраля 2020 года дебютировал в американской организации PFL, выиграв у Святослова Шабанова единогласным решением судей.

## Титулы
- WWFC 
  -  Чемпион в лёгком весе.

## Статистика ММА
| Боёв 21  | Побед 18 | Поражений 3 |
| -------- | -------- | ----------- |
| Нокаутом | 6        | 0           |
| Сдачей   | 4        | 1           |
| Решением | 8        | 1           |
| Другие   | 0        | 1           |

| Результат | Рекорд | Соперник          | Способ                                          | Турнир                                          | Дата             | Раунд | Время | Место                | Примечание  |
| --------- | ------ | ----------------- | ----------------------------------------------- | ----------------------------------------------- | ---------------- | ----- | ----- | -------------------- | ----------- |
| Поражение | 18-3   | Ахмед Алиев       | Решением (единогласным)                         | PFL 1: сезон 2021                               | 23 апреля 2021   | 3     | 5:00  |                      |             |
| Победа    | 18-2   | Святослав Шабанов | Решением (единогласным)                         | RCC Road to the PFL                             | 22 февраля 2020  | 3     | 3:00  |                      |             |
| Победа    | 17-2   | Тимур Нагибин     | Решением (единогласным)                         | RCC Road to the PFL                             | 22 февраля 2020  | 3     | 5:00  |                      |             |
| Победа    | 16-2   | Жоао Паулу        | Решением (единогласным)                         | NFG 14 Battle of the Champions                  | 6 декабря 2019   | 3     | 5:00  |                      |             |
| Победа    | 15-2   | Джерри Кварнстрем | Техническим нокаутом                            | NFG 12 Rumble in Castle                         | 17 мая 2019      | 2     | 2:25  |                      |             |
| Победа    | 14-2   | Паата Цхапелия    | Техническим нокаутом (удары)                    | WWFC 14 World Warriors Fighting Championship 14 | 2 марта 2019     | 3     | 1:53  |                      |             |
| Победа    | 13-2   | Гасан Азизов      | Техническим нокаутом (удары)                    | WWFC 11 World Warriors Fighting Championship 11 | 16 июня 2018     | 1     | 2:50  |                      |             |
| Победа    | 12-2   | Талгат Шатматов   | Сабмишном (удушение гильотиной)                 | SLT Promotion All or Nothing 3                  | 19 мая 2018      | 1     | 3:34  |                      |             |
| Поражение | 11-2   | Хасан Асхабов     | Сабмишном (удушение гильотиной)                 | WWFC 10 World Warriors Fighting Championship 10 | 24 марта 2018    | 4     | 3:30  |                      |             |
| Победа    | 11-1   | Абдисалам Кубаныч | Решением (единогласным)                         | WWFC Cage Encounter 9                           | 14 декабря 2017  | 3     | 5:00  |                      |             |
| Победа    | 10-1   | Гильерме Кадена   | Техническим нокаутом (отказ от продолжения боя) | Academy MMA Minsk Academy MMA Cup 2017          | 20 октября 2017  | 2     | 5:00  |                      |             |
| Победа    | 9-1    | Амир Эльжуркаев   | Решением (единогласным)                         | ACB 56 Young Eagles 16                          | 1 апреля 2017    | 3     | 5:00  |                      |             |
| Победа    | 8-1    | Ризван Мирзабеков | Техническим нокаутом (удары)                    | OFS 10 Heroes Return                            | 10 декабря 2016  | 2     | 2:36  |                      |             |
| Поражение | 7-1    | Хунхао Сюй        | Дисквалификацией                                | WLF E.P.I.C.: Elevation Power in Cage 7         | 20 августа 2016  | 1     | N/A   |                      |             |
| Победа    | 7-0    | Василий Федорич   | Сабмишном (удушение сзади)                      | League MMA - Battle in Mountains 2              | 4 июня 2016      | 2     | 4:17  |                      |             |
| Победа    | 6-0    | Алексей Чубарев   | Сабмишном (удушение сзади)                      | IMAT - International Star 2                     | 14 мая 2016      | 1     | 4:17  |                      |             |
| Победа    | 5-0    | Юрий Рябой        | Решением (единогласным)                         | OFS - Octagon Fighting Sensation 8              | 8 мая 2016       | 3     | 5:00  |                      |             |
| Победа    | 4-0    | Александр Кахиани | Техническим нокаутом (удары)                    | OFS - Octagon Fighting Sensation 4              | 16 мая 2015      | 1     | 3:47  |                      |             |
| Победа    | 3-0    | Арсен Балянц      | Решением (единогласным)                         | M-1 Belarus 30 Belarus Fighting Championship    | 12 сентября 2014 | 2     | 5:00  |                      |             |
| Победа    | 2-0    | Апти Бимарзаев    | Решением (единогласным)                         | MFB 3 Odintsov vs.Bimarzaev                     | 29 сентября 2013 | 2     | 5:00  |                      |             |
| Победа    | 1-0    | Юрий Григорян     | Сабмишном (кимура)                              | M-1 Belarus - Bobruisk Challenge 1              | 23 августа 2013  | 1     | 2:21  | Бобруйск, Белоруссия | Дебют в ММА |